# جنگ‌جویان سامورایی
جنگجویان سامورایی اولین عنوان از سری بازی‌های ویدئویی هک اند اسلش است که توسط تیم Omega Force Koei ایجاد شده‌است که نزدیک به دوره سنگوکو در تاریخ ژاپن است. یک سری خواهر از سری سلسله جنگجویان که در سال ۲۰۰۴ برای پلی استیشن ۲ و ایکس باکس منتشر شد. پورتی از این بازی به نام جنگجویان سامورایی: وضعیت جنگ برای پلی استیشن همراه منتشر شده‌است که شامل ویژگی‌های چند نفره اضافی است.
دنباله ای به نام جنگجویان سامورایی ۲ در سال ۲۰۰۶ برای پلی استیشن ۲ و ایکس باکس ۳۶۰ منتشر شد و سپس در سال ۲۰۰۸ به ویندوز مایکروسافت منتقل شد.

## گیم پلی
در جنگجویان سامورایی، بازیکن در نبرد نقش یک افسر را بر عهده می‌گیرد و باید انبوهی از سربازان دشمن را دفع کند و فرمانده دشمن را شکست دهد. بازیکن طیفی از حملات ترکیبی و حرکات ویژه پاکسازی جمعیت را در اختیار دارد که به حملات Musou معروف هستند. با افزایش سطوح و سلاح‌های جدید شخصیت بازیکن، تنوع حملات موجود افزایش می‌یابد.
حملات Musou فقط زمانی انجام می‌شود که گیج Musou شخصیت پر باشد. هنگامی که کاراکتر آسیب وارد می‌کند و آسیب می‌بیند، سنج Musou افزایش می‌یابد. علاوه بر این، اگر شخصیت از سلامتی پایینی برخوردار باشد یا مهارت خاصی داشته باشد، می‌تواند از حمله True Musou، نسخه قدرتمندتر حمله معمولی Musou، استفاده کند.
هر شخصیت می‌تواند تا پنج آیتم را قبل از هر نبرد تجهیز کند که بر ویژگی‌های آن‌ها تأثیر می‌گذارد یا توانایی‌های بیشتری به آنها می‌دهد. بازیکنان می‌توانند با شکست دادن افسران دشمن یا شکستن جعبه‌های باز، آیتم‌هایی را پیدا کنند که ویژگی‌های آنها را از طریق نبرد معمولی تحت تأثیر قرار می‌دهد. آیتم‌هایی که به شخصیت‌ها توانایی‌های ویژه ای می‌دهند، با رعایت شرایط در نبردهای خاص به دست می‌آیند.
مانند آیتم‌ها، اسلحه‌ها نیز در جنگ یافت می‌شوند. هر شخصیت دارای چهار نوع مختلف سلاح است که می‌توانند پیدا کنند. علاوه بر ویژگی‌های پایه، سلاح‌ها به‌طور تصادفی دارای ویژگی‌های اضافی نیز خواهند بود. ارزش این پاداش‌ها به سه چیز بستگی دارد: سطح دشواری، مرحله ای که بازیکن در آن قرار دارد و رتبه‌هایی که شخصیت در مهارت «تشخیص» دارد. علاوه بر سقوط تصادفی سلاح، هر شخصیت دارای یک سلاح پنجم منحصر به فرد است. بر خلاف سایر سلاح‌ها، سلاح‌های پنجم دارای امتیازات و ویژگی‌هایی هستند. سلاح‌های پنجم با رعایت شرایط در نبردهای خاص در سطح سختی Hard یا Chaos به دست می‌آیند.

#### تفاوت از سری سلسله جنگجویان
Samurai Warriors شامل تعدادی تغییرات در سیستم مبارزات Dynasty Warriors است که مهمترین آنها توانایی انجام حملات ترکیبی آزاد در طول حالت حمله Musou است که در طی آن بازی وارد زمان گلوله می‌شود. سربازان عادی بسیار آهسته حرکت می‌کنند، اما افسران تحت تأثیر قرار نمی‌گیرند. از دیگر تغییرات می‌توان به توانایی انجام رول برای جاخالی دادن حملات و منحرف کردن تیرهای ورودی با سلاح خود اشاره کرد.
سیستم توسعه شخصیت‌ها بازنگری شده‌است. یک سیستم رتبه‌بندی جدید بعد از نبردها وجود دارد که به پنج دسته بستگی دارد:
- زمانی که در آن نبرد پیروز می‌شود
- میزان تجربه به دست آمده
- ماموریت‌ها در نبرد با موفقیت به پایان رسید
- تعداد دشمنان شکست خورده در هنگام استفاده از حمله Musou.
- تعداد دشمنان کشته شده در کل.

به هر یک از این دسته‌ها یک رتبه (از پایین‌ترین به بالاترین: E, D, C, B, A, S) بسته به عملکرد بازیکن داده می‌شود و سپس به بازیکن یک رتبه کلی داده می‌شود. هرچه رتبه بالاتر و سختی تنظیمات بازی بیشتر باشد، ویژگی‌های شخصیت بازیکن بیشتر می‌شود. علاوه بر رشد آمار شخصیت، امتیاز مهارت نیز تعلق می‌گیرد. از Skill Points برای خرید مهارت‌ها از طریق درخت مهارت استفاده می‌شود که توانایی‌های شخصیت را افزایش می‌دهد.
جنگجویان سامورایی یک سیستم مأموریت در نبرد را معرفی می‌کند. هر مرحله دارای تعدادی مأموریت است که بسته به اینکه بازیکن چه شخصیتی را کنترل می‌کند و موفقیت یا شکست ماموریت‌های قبلی در دسترس است. ماموریت‌ها شامل از بین بردن افسران خاص دشمن، انجام حملات مخفیانه به پایگاه‌های دشمن یا خنثی کردن نقشه‌های دشمن است. موفقیت در این ماموریت‌ها می‌تواند برای نتیجه بسیاری از نبردها بسیار مهم باشد، زیرا شکست اغلب منجر به از دست دادن روحیه شدید برای نیروهای بازیکن می‌شود. همچنین مسیری را که در صورت تقسیم مسیر برای مرحله بعدی تراشیده می‌شود، مشخص می‌کند. با این حال، اگر هر دو مسیر باز شده بودند، می‌توان انتخاب کرد که کدام مسیر را طی کند.

#### حالت آموزش افسر
جنگجویان سامورایی به بازیکنان این فرصت را می‌دهد تا از طریق حالت آموزش افسر، شخصیت‌های جدیدی خلق کنند. در این حالت بازیکن یک شخصیت جدید ایجاد می‌کند که زیر نظر یک مربی تمرین می‌کند و دوازده جلسه آموزشی و یک امتحان نهایی را تکمیل می‌کند. بازیکن برای هر جلسه تمرین وظایف مختلفی را بر اساس حالت‌های بازی و تکنیک‌های مبارزه در دسترس دارد. هر یک از وظایف مختلف بر ویژگی‌های مختلف شخصیت تأثیر می‌گذارد. پس از اتمام کار، بازیکن از ۱۰۰ امتیاز رتبه‌بندی می‌شود، با کسب امتیاز بیشتر، ویژگی‌های شخصیت به میزان بیشتری افزایش می‌یابد. اگر شخصیت در طول یک جلسه تمرین شکست بخورد، آنها به‌طور خودکار شکست می‌خورند و باید یک جلسه تمرین را به استراحت بگذرانند.
پس از گذراندن ۱۲ جلسه آزمون، شخصیت باید در امتحان نهایی شرکت کند. این آزمون شامل دو جلسه آموزشی پشت سر هم می‌باشد. بازیکن باید در مجموع ۱۰۰ امتیاز بین این دو تست کسب کند تا بتواند در آزمون موفق شود. اگر بازیکن امتحان نهایی را با موفقیت پشت سر بگذارد، برای استفاده در سایر حالت‌های گیم پلی در دسترس خواهد بود.

## شخصیت‌ها
این بازی در مجموع دارای ۱۵ شخصیت است که بر اساس شخصیت‌های تاریخی در دوره کشورهای متخاصم ژاپن، از جمله دایمیو: اوئه‌سوگی کنشین،  تاکدا شینگن و اودا نوبوناگا و همچنین سامورایی‌های برجسته دیگری مانند سانادا یوکیمورا و موری رانمارو، ساخته شده‌است. علاوه بر چهره‌هایی که در طول دوره جنگیده بودند، بازی تعداد انگشت شماری از شخصیت‌های زن را نیز قابل بازی کرد که در هیچ نبردی نجنگیدند، مانند اوایچی و نوهیمه. فقط پنج کاراکتر از ابتدا در دسترس هستند. قفل دیگران را می‌توان با انجام الزامات خاص مانند پاک کردن حالت‌های داستانی شخصیت‌های دیگر باز کرد. در نسخه انگلیسی، نام شخصیت‌ها به ترتیب غربی (نام، پس از آن نام خانوادگی) نوشته می‌شود، در حالی که نوشته رسمی نام‌های تاریخی به صورت معکوس (نام خانوادگی، به دنبال نام کوچک) است.

#### شخصیت‌های شروع
- سانادا یوکیمورا
- آکچی میتسوهیده
- اوئه‌سوگی کنشین
- اوایچی
- فوما کوتارو

#### شخصیت‌های قابل باز شدن
- مائدا توشیماسا
- اودا نوبوناگا
- ایشیکاوا گوئمون
- ایزومو نو اوکونی
- کونویچی
- سوزوکی ماگوایچی
- تاکدا شینگن
- داته ماسامونه
- نوهیمه
- موری رانمارو

#### شخصیت‌های غیرقابل بازی
- توکوگاوا ایه‌یاسو
- هونگانجی کننیو
- لو بو
- آزای ناگاماسا

#### فقط در Xtreme Legends موجود است
- ایماگاوا یوشیموتو
- هوندا تاداکاتسو
- کوماتسوهیمه

توجه: تویوتومی هیده‌یوشی و ایماگاوا یوشیموتو NPCهای منحصر به فردی در عنوان بازی بودند و در Samurai Warriors: Xtreme Legends قابل بازی بودند. هوندا تاداکاتسو و دخترش، کوماتسوهیمه، به عنوان شخصیت‌های قابل بازی در همان بسته اضافه شدند و NPCهای منحصر به فردی در بازی نبودند. در واقع هوندا تاداکاتسو به عنوان یک افسر عمومی ظاهر شد و کوماتسوهیمه اصلاً در بازی حضور نداشت.
لو بو از شهرت سلسله جنگجویان، همچنین به عنوان یک رئیس غیرقابل بازی در حالت بقا ظاهر می‌شود. افسران ایجاد شده از حالت افسر جدید نیز در صفحه انتخاب کاراکتر در کنار هم قرار می‌گیرند.دان

## موسیقی
برخلاف موسیقی سنتی چینی و همکاری‌های راک در سری Dynasty Warriors, Samurai Warriors سازهای سنتی ژاپنی را با تکنو ترکیب می‌کند. صداهای جنگجویان سامورایی و جنگجویان سلسله در بازی متقاطع آنها، Warriors Orochi ترکیب شده‌است.

## Samurai Warriors: Xtreme Legends
Samurai Warriors: Xtreme Legends(یا به اختصار Samurai Warriors XL) یک دیسک الحاقی پلی استیشن ۲ برای جنگجویان سامورایی است. درست مانند سری Dynasty Warriors، هدف از این الحاقات صرفاً افزودن محتوای بیشتر به بازی است. بازیکنان می‌توانند از ویژگی «وارد کردن» (از طریق تعویض دیسک با بازی اصلی) برای استفاده از تمام ویژگی‌های بازی اصلی استفاده کنند. بدون دیسک اصلی بازی، پخش کننده فقط به محتوای Xtreme Legends دسترسی خواهد داشت.
این دو شخصیت جدید (تاداکاتسو هوندا و اینا) را ارائه می‌دهد، دو شخصیت غیرقابل بازی (هیدهیوشی هاشیبا و یوشیموتو ایماگاوا) به جای صحنه‌های برش قابل بازی و یک مأموریت و نقشه کاملاً جدید ساخته شده‌اند. این همچنین سلاح‌ها، آیتم‌ها، مهارت‌های جدید، سه حالت جدید در مقابل، حالت بقای جدید را ارائه می‌دهد و چندین مشکل را برطرف می‌کند. یک سطح دشواری جدید، Novice نیز اضافه شده‌است که آسان‌تر از Easy است و برای مبتدیان هدف گذاری شده‌است.
حتی پس از رسیدن به رتبه ۲۰ کاراکترها، همچنان می‌توانستند امتیازات مهارتی کسب کنند و ویژگی‌های خود را بدون نیاز به بازنشانی کاراکتر به حالت پیش‌فرض افزایش دهند. Samurai Warriors: Xtreme Legends با افزودن ششمین سلاح قدرتمندتر برای کسب درآمد، این را بیشتر گسترش داد. اینها را فقط می‌توان با بازی در حالت آشوب (یا حالت سخت، در صورت خرید پاداش صحیح) کشف کرد.
انحصاری Samurai Warriors: Xtreme Legends، از طریق انجام وظایف ویژه، بازیکن می‌تواند برای خرید ویژگی‌های ویژه، امتیازهای جایزه کسب کند. این ویژگی‌ها شامل لباس‌های اضافی برای شخصیت‌ها، تست صدا، کاهش سختی لازم برای باز کردن قفل سلاح‌های پنجم و ششم و توانایی شکستن محدودیت‌های پیش‌فرض برای آمار شخصیت‌ها است. روش‌های کسب امتیاز جایزه شامل موارد زیر است: کسب تمام پایان‌های یک شخصیت، باز کردن قفل آیتم‌ها و سلاح‌های کمیاب و ایجاد موفقیت‌آمیز شخصیت‌های جدید.

#### جنگجویان سامورایی: وضعیت جنگ
یک پورت برای پلی استیشن همراه به نام Samurai Warriors: State of War در ژاپن در ۸ دسامبر ۲۰۰۵ و ۷ مارس ۲۰۰۶ در آمریکای شمالی منتشر شد. دارای تعدادی ویژگی چند نفره اضافی است.

## Pachi Slot Sengoku Musou/Sengoku Rush
این یک بازی مبتنی بر ماشین اسلات است که یوکیمورا سانادا، هانزو هاتوری و کیجی مائدا را به عنوان شخصیت‌های قابل بازی با داستان‌های خاص خود با استفاده از مدل‌های شخصیت از جنگجویان سامورایی در آن بازی می‌کند. Noh, Masamune Date و Hideyoshi Hashiba به عنوان باس‌های معمولی گنجانده شده‌اند، در حالی که Nobunaga Oda یک رئیس ویژه است. شخصیت‌های دیگری که ظاهری غیرقابل بازی دارند عبارتند از Kunoichi, Shingen Takeda, Okuni و Goemon Ishikawa.

## نقدها و امتیازات

#### Samurai Warriors
انتشار PS2 جنگجویان سامورایی در عرض یک ماه یک میلیون نسخه در ژاپن فروخت و با مجموع ۱٫۰۶ میلیون به نمودار پلاتینیوم ژاپن رسید. این جایزه در جوایز بازی 2004 CESA و امتیاز ۳۴ از ۴۰ از Famitsu دریافت کرد.
این بازی با نقدهای متفاوتی از سوی منتقدان غربی مواجه شد. GameRankings و Metacritic امتیاز ۷۳٪ و ۷۳ از ۱۰۰ را برای نسخه PS2، و ۷۱٪ و ۷۱ از ۱۰۰ را برای نسخه Xbox به آن دادند.
اکثر منتقدان شباهت‌های ظاهری و فنی بازی را به سری Dynasty Warriors به عنوان دلیل آن مورد انتقاد قرار دادند. چیزی که بیشترین تحسین را به دست آورد، عنصر RPG بود که به بازی اضافه شد، زیرا از سلف معنوی خود با افزودن ارزش پخش بالاتر برای گیمرها منحرف می‌شود. حالت Create a Character با نتایج متفاوتی دریافت شد. Gameplanet اظهار داشت که «به خوبی اجرا شده‌است»، به بازیکنان این امکان را می‌دهد تا به‌طور دقیق یک شخصیت ساخته شده برای آنها را بازی کنند در حالی که GameSpot این گزینه را «یک لمس خوب» اما «بسیار خسته کننده» در پایان می‌دانست. نوآوری‌های انجام‌شده همچنان با انتقاداتی برای این ژانر به‌عنوان یک کل مواجه شد، به‌طوری‌که Eurogamer اظهار داشت: «ما به‌طور جدی در آستانه جنگ‌جویی هستیم.

#### Xtreme Legends
Xtreme Legends با استقبال متوسط روبه رو شد. GameRankings امتیاز ۷۲٪ را به آن داده‌است، در حالی که متاکریتیک به آن امتیاز ۷۲ از ۱۰۰ داده‌است.

#### State of War
وضعیت جنگ با استقبال متفاوتی روبرو شد، زیرا GameRankings امتیاز ۶۵٪ را به آن داد در حالی که Metacritic به آن ۶۴ از ۱۰۰ را داد.

#### میراث
موفقیت این بازی منجر به انتشار دنباله‌های متعددی با عنوان جنگجویان سامورایی شد. این مجموعه تا ۲۲ ژانویه ۲۰۲۱، ۷٫۷ میلیون دستگاه در سراسر جهان فروخته‌است.